# Parapercis alboguttata
Parapercis alboguttata és una espècie de peix de la família dels pingüipèdids i de l'ordre dels perciformes.

## Descripció
- El cos, cilíndric, fa 27 cm de llargària màxima[4] i és de color vermell clar al dors, el qual s'esvaeix gradualment fins al blanc a la zona ventral. Presenta dues fileres longitudinals de taques vermelles clares, les quals acaben en dos punts vermells foscos a la base de l'aleta caudal.
- Boca amb el musell de color blau clar amb línies obliqües grogues i tres parells de dents canines a la mandíbula inferior. Absència de dents palatines.
- Ulls no molt grans.
- Les vores de les escates són marrons, llevat de les del ventre.
- 5 espines a l'aleta dorsal i 19 radis tous a l'anal.
- Les espines tercera i quarta de l'aleta dorsal són les més allargades del conjunt.
- La darrera membrana interespinosa de l'aleta dorsal es troba connectada a la base del primer radi tou.
- Peduncle caudal prim.[5][6][7]

## Alimentació
El seu nivell tròfic és de 3,4.

## Hàbitat i distribució geogràfica
És un peix marí, costaner, demersal (entre 50 i 120 m de fondària) i de clima tropical, el qual viu a la conca Indo-Pacífica: la plataforma continental i sobre fons sorrencs des del golf Pèrsic fins a Oman, Somàlia, l'Índia, les illes Filipines, Malàisia, Indonèsia i el nord-oest d'Austràlia (Austràlia Occidental).

## Observacions
És inofensiu per als humans.